# Boddington
Boddington è una città della regione del Peel, in Australia Occidentale; essa si trova 120 chilometri a sud-est di Perth ed è la sede della Contea di Boddington. È attraversata dall'Hotham River.

## Storia
La città prende il nome da un agricoltore di nome Henry Boddington, che si stabilì in questa zona nella seconda metà del XIX secolo con dei greggi di pecore. La zona venne associata al suo nome e, quando nel 1912 si decise di costruire qui una ferrovia con una fermata per venire incontro alla crescente domanda legata all'industria del legname, si sviluppò una città chiamata Boddington.
La città conobbe un lento declino fino al 1961, quando un incendio devastò la locale industria del legno. Nel 1969 la ferrovia venne chiusa e Boddington restò un piccolo centro al servizio della regione circostante. Tutto cambiò con la scoperta di giacimenti di bauxite (1979) e oro (1987), che fecero rifiorire la cittadina e la trasformarono in una città mineraria.
Oggi le miniere di Boddington stanno richiamando numerosa forza lavoro e la regione di Peel prevede che la popolazione di Boddington raddoppierà entro il 2012. La miniera d'oro, chiusa nel 2002 a causa dell'esaurimento del minerale, è stata riaperta nel 2009 con la scoperta di nuovi filoni; un progetto per il suo ampliamento la sta portando ad essere la più grande miniera d'oro dell'Australia Occidentale.